# Scottish League One 2014-2015
La Scottish League One 2014-2015 è la 40ª edizione di quella che era la Scottish Second Division e la seconda sotto la nuova denominazione e la nuova organizzazione, la Scottish Professional Football League.

## Squadre partecipanti
| Squadra         | Città         | Stadio            | Posizione 2013-2014                                                     |
| --------------- | ------------- | ----------------- | ----------------------------------------------------------------------- |
| Airdrieonians   | Airdrie       | Excelsior Stadium | 6º posto                                                                |
| Ayr Utd         | Ayr           | Somerset Park     | 4º posto                                                                |
| Brechin City    | Brechin       | Glebe Park        | 8º posto                                                                |
| Dunfermline     | Dunfermline   | East End Park     | 2º posto                                                                |
| Forfar Athletic | Forfar        | Station Park      | 7º posto                                                                |
| Greenock Morton | Greenock      | Cappielow Park    | 10º posto in Scottish Championship 2013-2014                            |
| Peterhead       | Peterhead     | Balmoor           | 1º posto in Scottish League Two 2013-2014                               |
| Stenhousemuir   | Stenhousemuir | Ochilview Park    | 5º posto                                                                |
| Stirling Albion | Stirling      | Forthbank Stadium | 3º posto in Scottish League Two 2013-2014, vincitore playoff promozione |
| Stranraer       | Stranraer     | Stair Park        | 3º posto                                                                |

## Classifica finale
|  | Pos. | Squadra         | Pt | G  | V  | N  | P  | GF | GS | DR  |
|  | ---- | --------------- | -- | -- | -- | -- | -- | -- | -- | --- |
|  | 1.   | Greenock Morton | 69 | 36 | 22 | 3  | 11 | 65 | 40 | +25 |
|  | 2.   | Stranraer       | 67 | 36 | 20 | 7  | 9  | 59 | 38 | +21 |
|  | 3.   | Forfar Athletic | 66 | 36 | 20 | 6  | 10 | 59 | 43 | +16 |
|  | 4.   | Brechin City    | 59 | 36 | 15 | 14 | 7  | 58 | 46 | +12 |
|  | 5.   | Airdrieonians   | 58 | 36 | 16 | 10 | 10 | 53 | 39 | +14 |
|  | 6.   | Peterhead       | 51 | 36 | 14 | 9  | 13 | 51 | 54 | −3  |
|  | 7.   | Dunfermline     | 48 | 36 | 13 | 9  | 14 | 46 | 48 | −2  |
|  | 8.   | Ayr Utd         | 34 | 36 | 9  | 7  | 20 | 45 | 60 | −15 |
|  | 9.   | Stenhousemuir   | 29 | 36 | 8  | 5  | 23 | 42 | 63 | −21 |
|  | 10.  | Stirling Albion | 20 | 36 | 4  | 8  | 24 | 35 | 84 | −49 |

Legenda:

      Campione di League One e promossa in Championship
      Ammesse ai play-off per la Championship
      Ammesse ai play-out per la League Two
      Retrocessa in League Two
Note:

Tre punti a vittoria, uno a pareggio, zero a sconfitta.

## Post season

### Play-off promozione
Ai play-off partecipano la 2ª, 3ª e 4ª classificata della League One (Stranraer, Forfar Athletic, Brechin City) e la 9ª classificata della Championship 2014-2015 (Alloa Athletic).

#### Semifinali
| Squadra 1       | Totale | Squadra 2      | Andata | Ritorno |
| --------------- | ------ | -------------- | ------ | ------- |
| Brechin City    | 1 – 2  | Alloa Athletic | 0 – 2  | 1 – 0   |
| Forfar Athletic | 4 – 1  | Stranraer      | 3 – 0  | 1 - 1   |

#### Finale
| Squadra 1       | Totale | Squadra 2      | Andata | Ritorno |
| --------------- | ------ | -------------- | ------ | ------- |
| Forfar Athletic | 3 – 4  | Alloa Athletic | 3 – 1  | 1 – 3   |

### Play-out
Ai play-out partecipano la 2ª, 3ª e 4ª classificata della League Two 2014-2015 (Queen's Park, Arbroath, East Fife) e la 9ª classificata della League One 2014-2015 (Stenhousemuir).

#### Semifinali
| Squadra 1 | Totale | Squadra 2     | Andata | Ritorno     |
| --------- | ------ | ------------- | ------ | ----------- |
| Arbroath  | 2 – 3  | Queen's Park  | 2 – 2  | 0 – 1 (dts) |
| East Fife | 2 – 4  | Stenhousemuir | 1 – 1  | 1 - 3       |

#### Finale
| Squadra 1    | Totale | Squadra 2     | Andata | Ritorno |
| ------------ | ------ | ------------- | ------ | ------- |
| Queen's Park | 1 – 2  | Stenhousemuir | 0 – 1  | 1 – 1   |

## Verdetti
- Greenock Morton: Vincitore della Scottish League One, promosso in Scottish Championship 2015-2016.
- Stirling Albion: Ultimo della Scottish League One, retrocesso in Scottish League Two 2015-2016.